# 王守初
王守初（1947年—），重庆人，汉族，中华人民共和国政治人物，海南省人大常委会原副主任，第十一届全国人民代表大会海南地区代表。

## 生平
毕业于暨南大学产业经济学专业，1975年加入中国共产党。2008年，担任全国人大华侨委员会委员。